# Бенфика Луанда
Шпорт Луанда е Бенфика (на португалски: Sport Luanda e Benfica) или просто Бенфика Луанда е анголски футболен клуб от столицата на Ангола-Луанда. Клубът е създаден през 1922 г. и е кръстен на едноименния португалски гранд-Бенфика Лисабон. Играе със същите цветове като лисабонския тим (изцяло червен екип за домакинствата и изцяло бял за гостуванията).
Прякор на отбора е „Лъвовете на Луанда“ (Leoes de Luanda). Малко след създаването си отборът е преименуван на Санеаментош Рангол, но си възвръща оригиналното име през 2000 г.
За първи път „Лъвовете на Луанда“ се класират в Анголската Първа Дивизия (сега лига Гирабола) през 1995 г. Най-доброто класиране в елита е 6-о място през 2005 г.

## Успехи
- Суперкупа на Ангола- 2007

## Стадион
Бенфика Луанда играе домакинските си мачове на стадион „Ещадио да Шидадела“ с максимален капацитет 60 000 души. Освен Бенфика на този стадион играят домакинските си мачове и отборите на Петро Атлетико и Примейро де Агосто.